# Systematisches Verzeichnis
Systemartiges Verzeichnis (abreviado Syst. Verz.) es un libro ilustrado con descripciones botánicas editado por el médico y botánico alemán Johann Jakob Bernhardi. Se publicó en Alemania en el año 1800 con el nombre de Systemartiges Verzeichnis der Pflanzen, welche in der Gegend um Erfurt gefunden werden, entworfen von D. Johann Jakob Bernhardi. Erster Theil. Erfurt: Hoyer & Rudolphi.